# Louise Alix
Pour les articles homonymes, voir Alix.
Louise Alix, née le 27 août 1888 dans le 17e arrondissement de Paris et morte le 19 avril 1980 à Épinay-sur-Orge (Essonne), est une peintre française.

## Biographie
Louise Annette Alix naît le 27 août 1888 dans le 17e arrondissement de Paris.
Ses parents sont originaires de Saône-et-Loire, son père est employé de commerce. Elle est la cousine de la peintre Jeanne Alix. Elle habite au 33 rue de Douai (9e) en 1926 puis au 19 rue Bridaine (17e).
Elle commence à dessiner vers 1910 et à faire de l'aquarelle, mais « sans être attirée de suite par le métier » ; puis elle voit « grâce à son maître Mathilde Delattre toute la délicatesse et toute la poésie qu'on peut tirer de quelques fleurs soignées d'atmosphère ». Amie de l'artiste Yvonne Blanchon, élève des mêmes maîtres qu'elle, elle réalise le portrait de cette dernière en 1920.
Élève du peintre et illustrateur Henri Zo, de l'aquarelliste Mathilde Delattre et de la miniaturiste Marthe Bougleux, ainsi que de l'anatomiste Édouard Cuyer, elle s'adonne à la miniature, aux natures mortes florales qu'elle fait évoluer dans un style « art déco » ou post-impressionniste, et réalise également de nombreux portraits, scènes et paysages, et des panneaux d'art décoratif. Elle expose de 1911 à 1965. Elle est professeur de dessin à la ville de Paris jusqu'au moins 1952.
Sociétaire des artistes français depuis 1913, elle obtient une mention honorable au Salon de 1928, une médaille de bronze en 1934, d'argent en 1935. Elle est récompensée du prix Berheim de Villers en 1933 et obtient une médaille de bronze à l'Exposition universelle en 1937. Son tableau Mariage dans le XVIIe est remarqué en 1937 aux Indépendants pour sa vision, du haut d'un balcon, du « comique d'une noce bourgeoise »,. Elle reçoit le prix Léonie-Dusseuil en 1943,. En 1950 elle obtient une médaille d'or au Salon.
Elle meurt à Épinay-sur-Orge en 1980.
Un important lot commun d'œuvres de Louise Alix et d'Yvonne Blanchon est découvert par hasard lors de la vente d'une maison dans l'ouest de la France en 2023. Les prix aux enchères de ces œuvres bénéficient du récent engouement pour les femmes peintres, cependant la collection est dispersée chez des collectionneurs avant même d'avoir pu bénéficier d'une exposition préalable. Par ailleurs l'œuvre de l'artiste ne relèvera du domaine public qu'en 2050.

## Principales expositions

### Salon des artistes français
- 1911 : Fruits et fleurs, aquarelle (no 1961)[15]
- 1912
- 1913 : Étude, aquarelle (no 1894) et Portrait de Mlle R. M…, miniature (no 1895)
- 1920 : Étude, miniature (no 1731) et Yvonne B***, miniature (no 1732)[16]
- 1921 : Dans la cuisine, aquarelle (no 2040) et Étude, miniature (no 2041)
- 1925 : Nu, miniature (no 1125)
- 1926 : miniatures[17]
- 1927 : En juin, peinture (no 23), Portrait, miniature (no 1944) et Mme J.-V., miniature (no 1945)
- 1928 : La table dans le jardin (huile)
- 1930 : Roses, peinture (no 18), Place des Batignolles, peinture (no 19) et Paulo, miniature (no 2210)
- 1932 : La place des Batignolles, peinture (no 30) et Portrait, peinture (no 31)
- 1933 : Un mariage à Sainte-Marie-des-Batignolles, peinture (no 26) et Matin d'automne sur la place, peinture (no 27)[4]
- 1934 : Repos, peinture (no 33), Pénombre, peinture (no 34) et Esquisses de panneaux décoratifs exécutés pour un hôtel particulier, gouache (no 4591)
- 1935 : Matin de neige, peinture (no 29) et Grisaille, peinture (no 30)[18]
- 1936 : Printemps (square des Batignolles), peinture (no 44) et Fleurs, tempéra (no 2466)
- 1937 : peinture (no 21)[19]
- 1938 : Soir, peinture (no 19) et Fleurs, tempéra (no 1592)
- 1939 : Été, peinture (no 26), Neige à Paris, peinture (no 27), Vieux jardin à Batignolles, peinture (n°28), rue Galande, peinture (no 29) et Neige, peinture (no 30)
- 1941 : Souvenirs, peinture (no 6)[20]
- 1945 : La soupière ancienne, peinture (no 18) et Fleurs, peinture (no 19)[12]
- 1946 : Neige, place Docteur-Lobligeois, peinture (no 19)

### Salon des indépendants
- 1937 : Mariage dans le XVIIe (huile)[21]
- 1938 : Cour[22]
- 1943 : Le pianiste Edmond Parade (no 31) et Neige (no 32)[23]
- 1949 : Ajaccio, route de Solario (no 33) et Fleurs (no 34)[24]

### Salon d'hiver
- 1944 : Le vase gris (huile sur panneau, 30 × 23 cm)[7]
- 1947 : Mariage à Sainte-Marie-des-Batignolles (no 25), Roses (no 26), Bouquet (no 27) et Fleurs (no 28), peintures[25]

### Autres salons
- 1929 : 12e Salon des petits artistes à Bagatelle, La place des Batignolles[26]
- 1931 : Salon de la Société des Amis des Arts de Seine & Oise à Versailles, Juin (no 305, peinture)[n 4] et Les rochers de Garchines (no 306, peinture)[9]
- 1937 : Exposition universelle, Paris
- 1938 : Salon d'Enghien-les-Bains, Un jardin[27]
- 1947 : Société nationale d'horticulture de France, Fleurs, peinture 33 × 25 cm[7]
- 1950 : Société des Beaux-Arts de Levallois, Fleurs[7], peinture[n 5]
- 1965 : XXIe Salon Artistique de Bois-Colombes, Roses, peinture 35 × 28 cm[7],[n 6]

### Galeries
- 1920 : Galerie Henri Manuel, Paris[28]
- 1936 : Centre d'expositions artistiques, Paris : Le Carousel[29]